# Opera (Metró Budapest)
Opera ist eine 1896 eröffnete Station der Linie 1 (Földalatti) der Metró Budapest und liegt zwischen den Stationen Bajcsy-Zsilinszky út und Oktogon.
Die Station befindet sich unmittelbar an der Ungarischen Staatsoper (nach der sie benannt ist) unter dem Andrássy út.

## Galerie

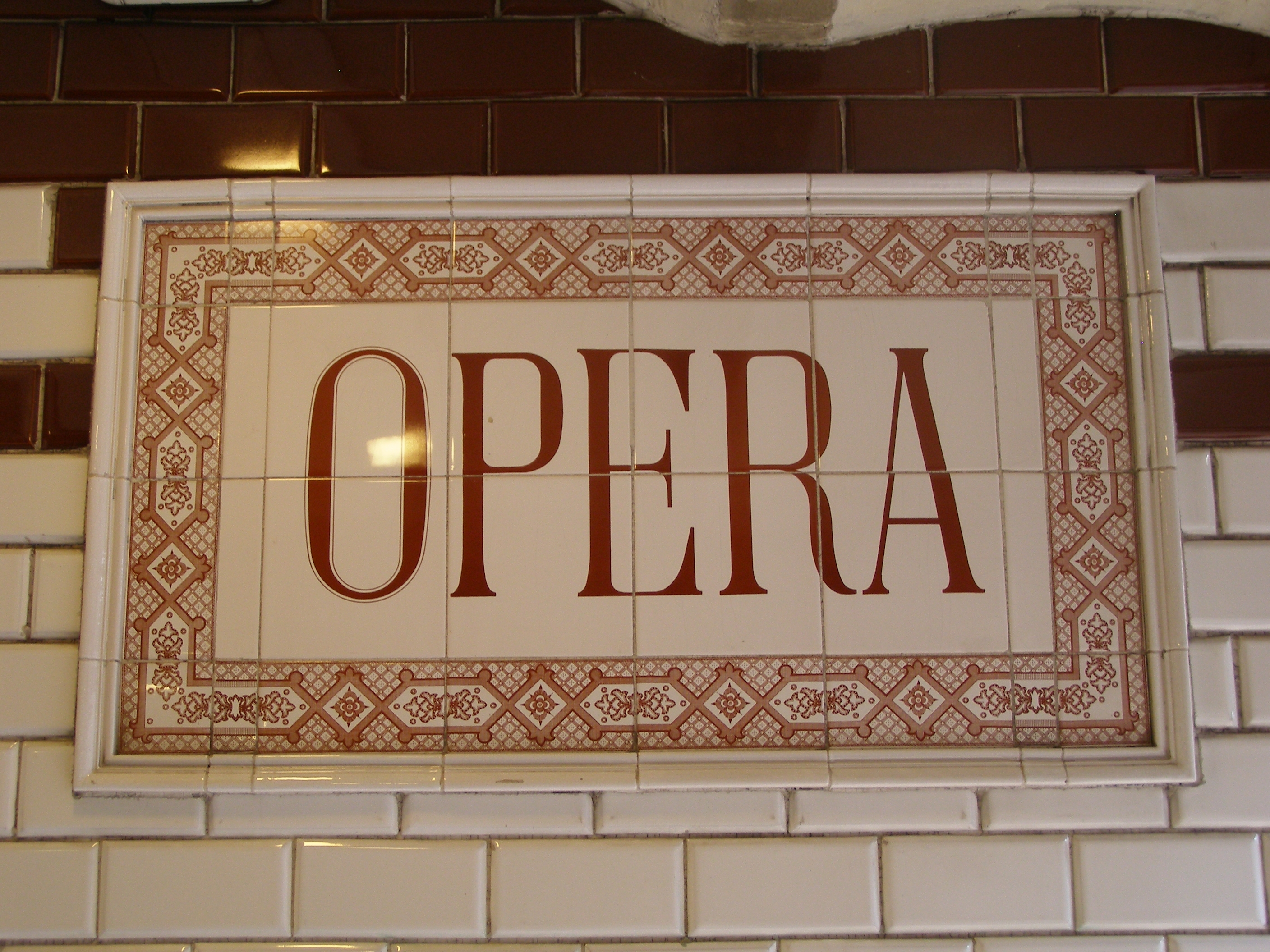
Stationsschild
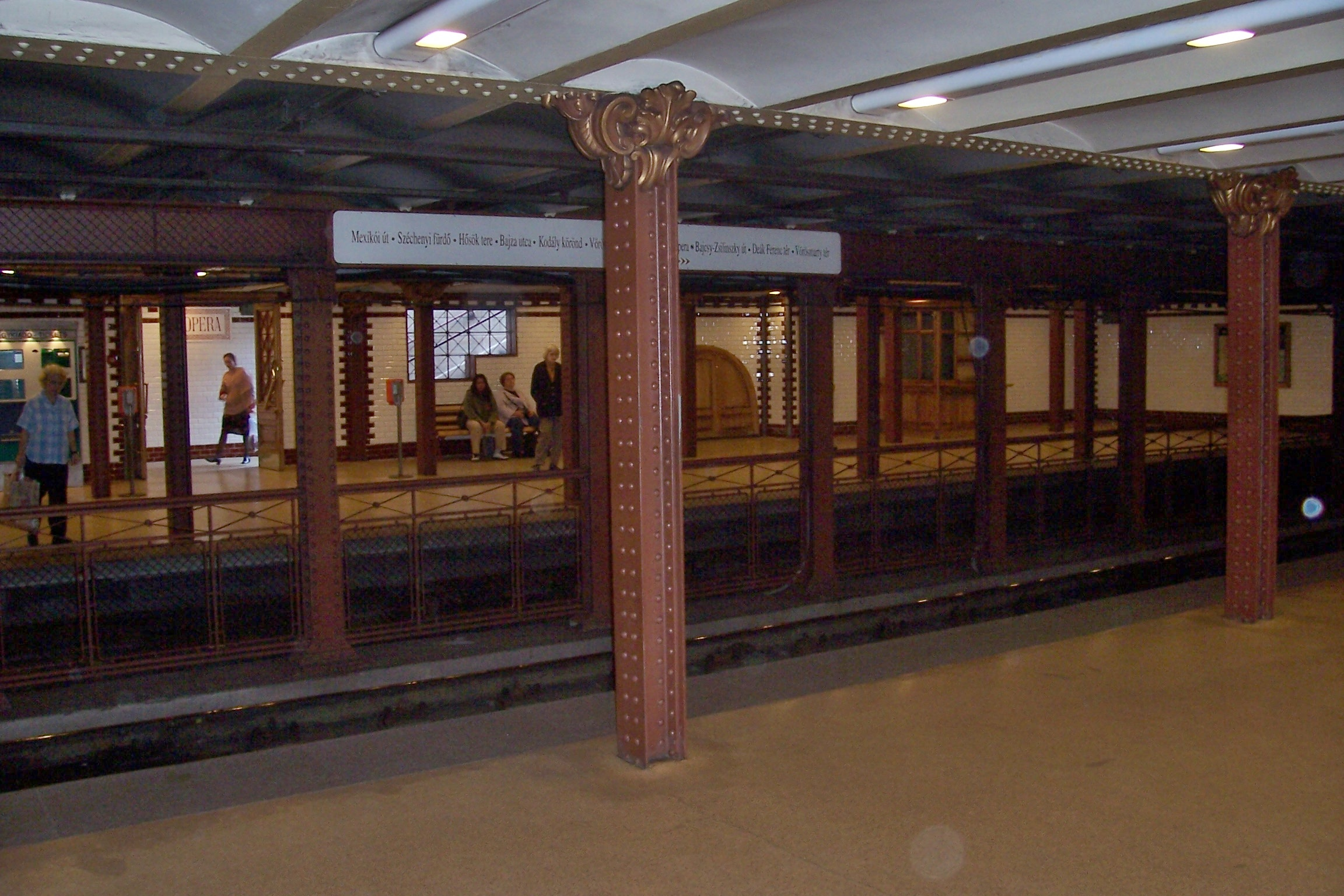
Blick auf den gegenüberliegenden Bahnsteig
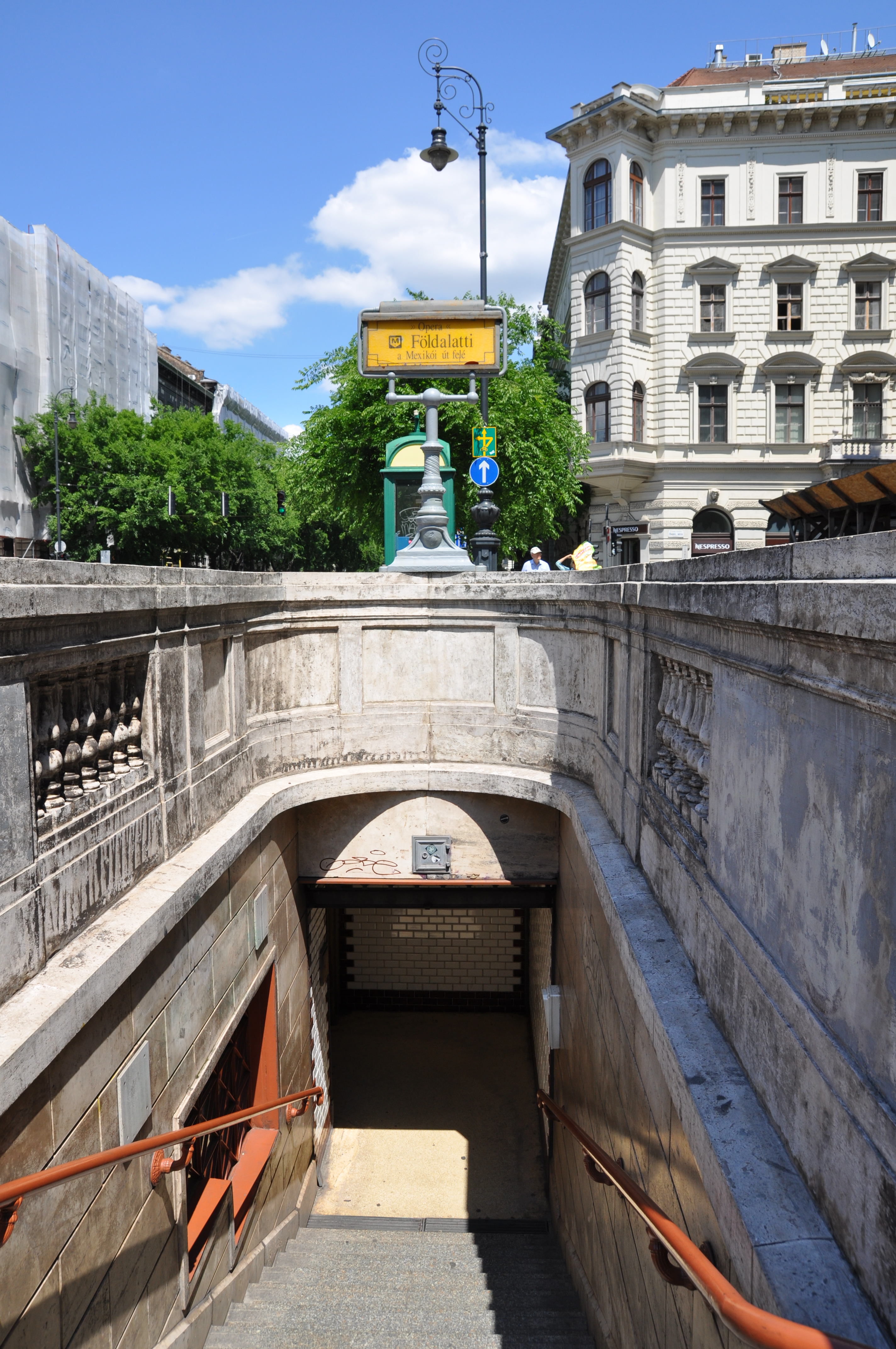
Zugang